# Mathias Hove Johansen
Mathias Hove Johansen (Stavanger, 27 settembre 1998) è un velocista norvegese.
Ha un canale YouTube sul quale documenta i propri allenamenti e competizioni.

## Palmarès
| Anno | Manifestazione                 | Sede          | Evento        | Risultato  | Prestazione | Note                                     |
| ---- | ------------------------------ | ------------- | ------------- | ---------- | ----------- | ---------------------------------------- |
| 2015 | Mondiali U18                   | Cali          | 200 m piani   | Batteria   | 22"05       |                                          |
| 2015 | Mondiali U18                   | Cali          | 4×400 m mista | Batteria   | 3'32"95     |                                          |
| 2016 | Mondiali U20                   | Bydgoszcz     | 200 m piani   | Semifinale | 21"19       |                                          |
| 2016 | Campionati nordici U20         | Hafnarfjördur | 100 m piani   | Bronzo     | 10"88       |                                          |
| 2016 | Campionati nordici U20         | Hafnarfjördur | 200 m piani   | Argento    | 21"88       |                                          |
| 2017 | Europei U20                    | Grosseto      | 200 m piani   | Semifinale | 21"57       |                                          |
| 2017 | Campionati nordici U20         | Umeå          | 100 m piani   | Argento    | 10"62       | w                                        |
| 2017 | Campionati nordici U20         | Umeå          | 200 m piani   | Argento    | 21"26       |                                          |
| 2017 | Campionati nordici U20         | Umeå          | 4×100 m       | Oro        | 41"64       |                                          |
| 2018 | Campionati nordici indoor      | Uppsala       | 200 m piani   | 7º         | 21"94       |                                          |
| 2018 | Campionati nordici-baltici U23 | Gävle         | 200 m piani   | Oro        | 21"52       |                                          |
| 2018 | Campionati nordici-baltici U23 | Gävle         | 4×100 m       | Oro        | 40"23       | Miglior prestazione personale stagionale |
| 2019 | Campionati nordici indoor      | Bærum         | 200 m piani   | Oro        | 21"27       | Miglior prestazione personale            |
| 2019 | Europei U23                    | Gävle         | 100 m piani   | Batteria   | 10"90       |                                          |
| 2019 | Europei U23                    | Gävle         | 200 m piani   | 8º         | 21"38       |                                          |
| 2020 | Campionati nordici indoor      | Helsinki      | 60 m piani    | 8º         | 6"97        |                                          |
| 2020 | Campionati nordici indoor      | Helsinki      | 200 m piani   | Oro        | 21"40       |                                          |
| 2021 | Europei indoor                 | Toruń         | 60 m piani    | Batteria   | 6"73        | Miglior prestazione personale            |
| 2022 | Campionati nordici indoor      | Uppsala       | 60 m piani    | 7º         | 6"94        |                                          |
| 2022 | Campionati nordici indoor      | Uppsala       | 200 m piani   | Argento    | 21"37       |                                          |
| 2022 | Europei                        | Monaco        | 200 m piani   | Batteria   | 20"89       |                                          |
| 2024 | Europei                        | Roma          | 200 m piani   | Batteria   | 21"21       |                                          |

## Campionati nazionali
- 2 volte campione nazionale dei 200 m piani (2019, 2020)
- 3 volte campione nazionale indoor dei 200 m piani (2018, 2020, 2022)
- 4 volte campione nazionale della staffetta 4x100 m (2016, 2018, 2019, 2022)
- 1 volta campione nazionale della staffetta 4x400 m (2019)
- 1 volta campione nazionale della staffetta mista 4x100 m (2019)
- 1 volta campione nazionale indoor della staffetta 4x200 m (2019)
- 4 volte campione nazionale under 23 dei 100 m piani (2019, 2020)
- 3 volte campione nazionale under 23 dei 200 m piani (2019, 2020)
- 4 volte campione nazionale under 20 dei 100 m piani (2016, 2016, 2017, 2017)
- 3 volte campione nazionale under 20 dei 200 m piani (2016, 2017, 2017)
- 2 volte campione nazionale under 20 indoor dei 60 m piani (2016, 2017)
- 2 volte campione nazionale under 20 indoor dei 200 m piani (2016, 2017)
- 1 volta campione nazionale under 18 dei 100 m piani (2015)
- 1 volta campione nazionale under 18 dei 200 m piani (2015)

## Altre competizioni internazionali
2021
- 8º ai Bislett Games ( Oslo), 200 m piani - 21"36 (-1,0 m/s)